# Zeta (операційна система)
Zeta — це продовження операційної системи BeOS R5.1d0 (робоча назва Dano/Dan0), після краху Be Inc. усі права на подальшу розробку ОС викупила (?) німецька компанія yellowTab, але в середині 2006 року компанію yellowTab настигла фінансова криза, внаслідок чого Zeta була перекуплена відомою компанією-виробником комп'ютерних ігор Magnussoft, що пообіцяла продовжити розробку даної операційної системи.